# Панчаят (Непал)
Панчаят (непальск. पञ्चायत) — политическая система в Непале с 1961 по 1990 год. При существовании данной системы были запрещены политические партии и вся государственную власть, включая влияние на Совет Министров и Федеральный парламент было сосредоточено в единоличных руках короля; это фактически сделало страну абсолютной монархией. 
После отстранения правительства Непальского конгресса под руководством Б. П. Коирала 15 декабря 1960 года в результате государственного переворота, король Махендра ввёл систему панчаят 5 января 1961 года. Махендра ввёл четырёхуровневую структуру (деревенский, городской, провинциальный и национальный уровни), основанную на ограниченных избираемых исполнительных комитетах. Король укрепил свою власть, институционализировав три столпа национальной идентичности — индуизм, непальский язык и монархию — как основы повседневной социальной и религиозной жизни. Эта идея была выражена в лозунге «Ek Raja, Ek Bhesh, Ek Bhasa» (Один король, одна форма, один язык).
Народное недовольство системой панчаят росло и вылилось в массовые демонстрации 18 февраля 1990 года, когда запрещённые Непальский конгресс и Объединённый левый фронт (коалиция левых непальских партий) начали кампанию народных протестов и забастовок с требованием отмены системы панчаят и восстановления многопартийной демократии. Эта кампания, ставшая известной как Народное движение, заставила короля Бирендру отменить запрет на политические партии 8 апреля того же года и положить конец системе панчаят, которая доминировала в Непале почти 30 лет.

## Предпосылки
Король Махендра прибегнул к своим чрезвычайным полномочиям и распустил правительство в 1960 году, утверждая, что правительство Конгресса способствовало коррупции, ставило интересы партий выше национальных, не смогло обеспечить закон и порядок, а также «поощряло антинациональные элементы». Несмотря на то, что руководство Конгресса поклялось сопротивляться ненасильственным путём в союзе с несколькими политическими партиями (включая прежних противников, таких как Горкха Паришад и Объединённая демократическая партия), их протесты вызвали слабый общественный отклик, и новое правительство короля приступило к изменению конституции и запрету политических партий. Руководство Конгресса (включая премьер-министра) было заключено в тюрьму, а гражданские свободы и свобода прессы — ограничены. Правительство Конгресса продолжило ненасильственное сопротивление из Индии, при этом Индия попыталась поддержать демократические силы, неофициально введя торговую блокаду Непала; однако участие Индии закончилось в 1962 году с началом китайско-индийской войны. 
16 декабря 1962 года была принята новая конституция Непала, которая ввела четырёхуровневую систему панчаятов. На местном уровне 4000 деревенских собраний (гаун сабха) избирали по 9 членов деревенского панчаята, который в свою очередь выбирал из своих рядов мэра (сабхапати). Каждый деревенский панчаят отправлял представителя в один из 75 районных (зилла) панчаятов, охватывающих от 40 до 70 деревень; городские панчаяты формировали одну треть членов этих районных собраний. Районные члены избирали представителей в 14 зональные ассамблеи (анчил сабха), которые функционировали как избирательные коллегии для Растрия Панчаята в Катманду. На разных уровнях существовали также организации для крестьян, молодёжи, женщин, старейшин, рабочих и бывших солдат, которые избирали своих представителей в соответствующие собрания. Национальный Растрия Панчаят насчитывал около 90 членов, но не мог обсуждать принципы однопартийной демократии, вносить бюджетные законопроекты без королевского одобрения или принимать законы без разрешения короля.
Король Махендра обладал верховной властью — он был главнокомандующим вооружёнными силами, назначал и мог снимать членов Верховного суда, создавал государственную службу и мог изменять судебные решения и конституцию по своему усмотрению. В течение десяти лет король восстановил всю суверенную власть, подобно той, которую имел Притхвинараян в XVIII веке. Это создавало систему, где местные самоуправляющиеся органы (панчаяты) на деревенском, районном и зональном уровнях были связующими звеньями между населением и централизованной королевской властью, но фактически не обладали самостоятельной законодательной или исполнительной властью. Вся законодательная инициатива и власть оставались за королём и Национальным панчаятом, который был подконтролен монарху.
Первые выборы в Национальный Растрия Панчаят состоялись в марте–апреле 1963 года. Несмотря на запрет политических партий и отказ крупнейших оппозиционных сил участвовать в выборах, примерно треть членов законодательного органа была связана с партией Непальский конгресс. Поддержка короля армией и государственным аппаратом не позволила развиться оппозиции внутри системы панчаятов. Реальная власть находилась в секретариате короля. В сельской местности основное влияние сосредотачивалось в руках зональных комиссаров и их сотрудников, а также в параллельной системе должностей по развитию.
Основанная на принципе создания системы, «соответствующей почве», королём Махендрой, политика панчаята характеризовалась беспартийной системой с акцентом на децентрализацию, при этом координация классов должна была осуществляться «только через активное и динамичное руководство короны». Махендра распустил первое демократически избранное правительство Б.П. Койралы, и панчаят оказал долгосрочное влияние на историю Непала. Он отождествлял национализм с непальским языком, традиционной одеждой даура-сурувал и индуизмом, активно продвигая формирование непальской идентичности в соответствии с этими принципами. Однако институты и политика панчаята были полны противоречий.

## Реформы
Под непосредственным руководством Махендры правительство реализовало ряд значительных проектов, начатых при предыдущем режиме, и предприняло дальнейшие шаги в направлении развития Непала. Земельная реформа привела к конфискации крупных поместий. Реформы отменили привилегии аристократической элиты в западном Непале. Правовой кодекс 1963 года заменил «Мулуки Айн от 1854 года», однако программа земельной реформы, запущенная в следующем году, по сути, потерпела неудачу.
Система панчаятов объединила от 50 000 до 60 000 человек в единую систему представительного управления, что было невозможно для элитных политических партий. Непал осуществил второй (1962–65) и третий пятилетние планы (1965–70), а также начал четвертый пятилетний план (1970–75). Искоренение малярии, строительство автомагистрали Махендра с востока на запад вдоль южных предгорий Гималаев и программы переселения земель способствовали массовому перемещению населения из горных районов в Тераи; это значительно увеличило площадь, используемую для сельского хозяйства. К 1986 году 2054 промышленных предприятия обеспечивали работой около 125 000 рабочих по всей стране.

## Поправка к конституции 1962 года
Национальная кампания «Назад в деревню» 1967–1975 годов изначально была направлена на развитие сельских территорий. Поправка к конституции 1975 года превратила эту кампанию в инструмент сохранения политической власти, однако в 1979 году она была приостановлена.

## Конец системы
Авторитарный режим и его ограничения свободы политических партий вызывали недовольство населения. Дворец считался не представляющим интересы масс, особенно когда правительство Марича Мана Сингха Шрестха столкнулось с политическим скандалом из-за присвоения средств, выделенных жертвам землетрясения августа 1988 года, или когда оно проводило перестановки в кабинете министров вместо расследования причин гибели людей во время давки на национальном спортивном комплексе во время града. Охлаждение торговых отношений между Индией и Непалом также повлияло на популярность правительства Сингха.
Непал ввёл разрешение на работу для индийских рабочих в трёх округах в апреле 1987 года. В начале 1989 года Непал предоставил 40-процентную таможенную льготу на китайские товары, а позже отменил таможенные льготы для индийских товаров, в результате чего китайские товары стали дешевле своих индийских аналогов. Это привело к обострению отношений из-за покупки Непалом китайского оружия в 1988 году. Индия отказалась продлить два договора о торговле и транзите и настаивала на объединении этих двух вопросов в одном договоре, что было неприемлемо для Непала. Наступил тупик, и договоры истекли 23 марта 1989 года. Наиболее пострадали беднейшие слои населения из-за ограниченного снабжения потребительскими товарами и нефтепродуктами, такими как бензин, авиационное топливо и керосин. Промышленность понесла убытки, так как зависела от Индии в вопросах ресурсов, торговли и транзита. Правительство попыталось справиться с ситуацией, опираясь на иностранную помощь из США, Великобритании, Австралии и Китая, что вызвало недовольство среди тех, кто предпочитал переговоры с Индией, а не зависимость от иностранной помощи.
Непальский конгресс (NC) и леворадикальные партии обвиняли правительство в поддержании кризиса и бездействии в его разрешении. В декабре 1989 года NC провёл памятные мероприятия в честь годовщины заключения Бишвешвара Прасада Коиралы, запустив кампанию по повышению общественной осведомлённости. Левоцентристский альянс, известный как Объединённый левый фронт (ULF), поддержал NC в его кампании за многопартийную систему. 18–19 января 1990 года NC провёл конференцию, на которую были приглашены зарубежные лидеры и иностранные журналисты. На встрече присутствовали представители Индии; Германия, Япония, Испания и Финляндия выразили поддержку движению, а послы США и Западной Германии также были присутствующими. Вдохновлённые международной поддержкой и демократическими процессами, происходившими по всему миру после падения Берлинской стены в 1989 году, NC и ULF 18 февраля того же года начали массовое движение с целью ликвидации панчаятской системы и установления представительной переходной власти.
6 апреля правительство Марича Мана Сингха было отстранено от власти, и Локендра Бахадур Чанд стал премьер-министром; однако повстанцы выступали против беспартийной системы, а не конкретно против правительства Сингха. Начались столкновения, в результате которых несколько человек погибли в столкновениях с королевской армией. 19 апреля правительство Чанда было распущено.
На следующий день была издана королевская прокламация, которая распустила национальный панчаят, систему панчаята, коллегию по оценке и классовые организации. В прокламации было восстановлено действие политических партий в Непале при условии, что партии будут сохранять национальные интересы.